# Edimburgo
Edimburgo (Edinburgh /ˈɛdɪnb(ə)ɹə/ⓘ en inglés y escocés; en gaélico escocés: Dùn Èideann) es la capital y un condado de Escocia (Reino Unido). Es la segunda ciudad más grande de Escocia tras Glasgow.
Ubicada en la costa este de Escocia, a orillas del fiordo del río Forth y en la autoridad unitaria local de la Ciudad de Edimburgo, es la capital de Escocia desde 1437 y sede del gobierno escocés. Fue uno de los centros más importantes de educación y cultura durante la Ilustración gracias a la Universidad de Edimburgo. Sus distritos The Old Town (ciudad antigua) y The New Town (ciudad nueva) fueron designados Patrimonio de la Humanidad por la Unesco en 1995. Según el censo de 2017 tiene un población total de 513 210 habitantes.
Edimburgo es famosa por su Festival Internacional, el festival de actuaciones en vivo más grande del mundo, y otros festivales desarrollados en verano de forma más o menos simultánea, la mayoría de los cuales se agrupan bajo la denominación Festival de Edimburgo. Durante el festival la población de la ciudad se duplica. Edimburgo es la segunda ciudad más visitada del Reino Unido después de Londres, con aproximadamente 13 millones de turistas al año.

## Toponimia
El origen del nombre de la ciudad se cree que procede del britónico Din Eidyn ('Fuerte de Eidyn'), de los tiempos en que únicamente era un fuerte. En el siglo I los romanos documentaron que los votadini eran una tribu britónica local y, en el siglo XII, el antiguo poema Y Gododdin menciona las celebraciones de unos guerreros en el «gran salón de Eidin».
Tras ser atacada y conquistada por los bernicianos anglosajones, el nombre cambió a Edim-burh, procedente del anglosajón y que significa «Fuerte de Edwin», en hipotética referencia al rey del siglo VII Edwin de Northumbria. Sin embargo, es muy improbable que esto sea así, pues el nombre es anterior al rey Edwin. El elemento burgo es muy común entre los nombres de ciudades escocesas y en todas las lenguas germánicas, pues denomina a una clase de ciudad caracterizada por haber crecido alrededor de una estructura central fortificada, como un fuerte o castillo.
La primera prueba de la existencia de la ciudad como entidad separada del fuerte se constata en una proclama del siglo XII, que generalmente se cree que data del año 1124, de David I de Escocia, la cual le otorga terreno a la Iglesia de la Holy Rood de Edimburgo. Esto sugiere que la existencia oficial de la ciudad se origina entre el año 1018 (cuando el rey Malcolm II aseguró la región de Lothians de los Northumbrianos) y el año 1124.
La proclama se refiere a los receptores en latín como «Ecclisie Sancte Crucis Edwin esburgensi», lo que podría indicar que la persona que dictó la proclama creía que Edwin de Northumbria era la fuente original del nombre de la ciudad y derivó la latinización de lo que ellos creían era el nombre antiguo. También puede ser que antaño, antes del siglo XI, el nombre se hubiera alterado para que incluyera una “w”. Si este hubiera sido el caso, de todas maneras iba a cambiar pronto, pues para la década de 1160 Guillermo I de Escocia utilizó el nombre Edenesburch en una proclama (otra vez en latín) confirmando la donación de 1124 por David I de Escocia.
Documentos del siglo XIV muestran que ya el nombre se había transformado en la forma actual, con excepción de diferencias ortográficas (Edynburgh o Edynburghe), que eran solo grafías comunes en esa época.

### Otros nombres
La ciudad es cariñosamente apodada Auld Reekie, que significa "Vieja Chimenea" o "Vieja Humeante" en escocés. Esto se debe a que durante los tiempos en que la leña y el carbón eran los únicos combustibles disponibles, todas las chimeneas echaban grandes cantidades de humo al aire. Auld Reekie también se refería a las terribles condiciones sanitarias que causaban un gran mal olor generalizado en toda la ciudad.

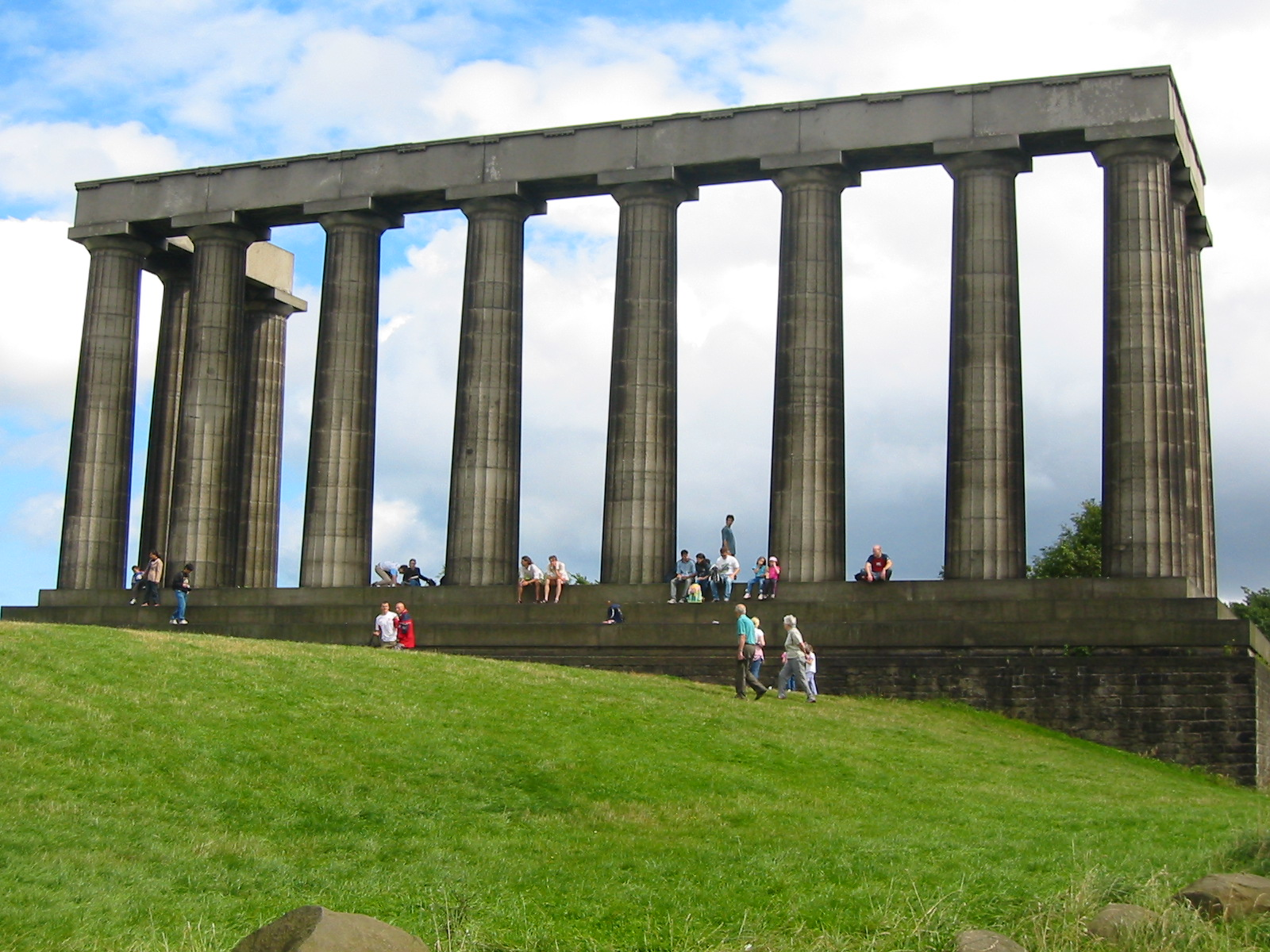
Monumento Nacional de Edimburgo. “Atenas del Norte”.

Algunos llaman a Edimburgo la “Atenas del Norte”, por muchas razones. La primera es por su parecida topografía: el Old Town de Edimburgo juega un papel similar al de la Acrópolis. Las dos tenían tierra plana y fértil que se iba inclinando hacia un puerto a kilómetros de distancia. Aunque esta clase de topografía es común en el sur de Europa, no lo es tanto en el norte. La época intelectual del siglo XVIII, a veces referida como la Ilustración escocesa, fue el punto clave para proporcionarle este apodo. Figuras ilustres como David Hume y Adam Smith vivieron durante esta época. Habiendo perdido su importancia política, muchos esperaban que Edimburgo pudiera tener un impacto sobre Londres similar al de Atenas sobre Roma. Otro factor clave fue su arquitectura neoclásica, especialmente la de William Henry Playfair y el Monumento Nacional de Edimburgo. Un escritor bromeó una vez: «¡la "Reikiavik del Sur" sería más apropiado!»
Edimburgo también se conoce como "Dunedin", derivado del gaélico escocés, Dùn Èideann. Dunedin, Nueva Zelanda, se llamó originalmente "Nuevo Edimburgo" y todavía se apoda el "Edimburgo del Sur".
Los poetas escoceses Robert Burns y Robert Fergusson a veces usaron el nombre en latín de la ciudad, Edina, en algunas de sus obras. Ben Jonson la describió como "el otro ojo de Bretaña" y Sir Walter Scott se refirió a la ciudad como "yon Empress of the North" ('lejana Emperatriz del Norte').
Algunos escoceses se refieren informalmente a la ciudad como "Embra", por corresponderse con el final del nombre pronunciado en inglés.

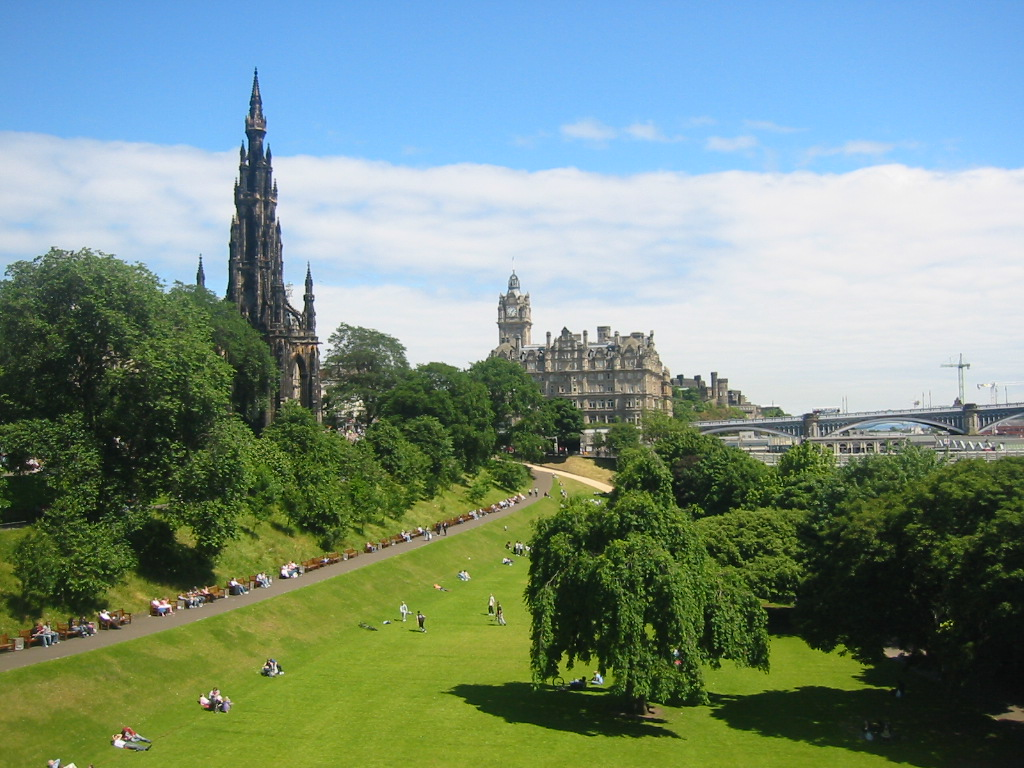
Princes Street Gardens.

## Geografía
Hace unos 320 millones de años, el magma expulsado del manto por volcanes se enfrió y solidificó formando tapones volcánicos de basalto, después, durante la última Edad de Hielo, glaciares erosionaron el área, dejando al descubierto una peña de basalto hacia el oeste, y dejando un rastro de materiales hacia el este. Al mismo tiempo, el glaciar escarbó el terreno a los dos lados, dejando el valle de Grassmarket y Cowgate hacia el sur, y el pantano Nor' Loch hacia el norte. La peña resultante hoy en día forma lo que se le conoce como Castle Rock (“Roca del Castillo”), y el pantano Nor' Loch, hoy en día ya no es pantano, sino los bellos Princes Street Gardens.

### Áreas de la ciudad
El histórico centro de Edimburgo está dividido en dos grandes áreas por los Princes Street Gardens. Hacia el sur el panorama está dominado por el Castillo de Edimburgo, asentado en el extinguido tapón volcánico que es Castle Rock, y la larga franja que es Old Town encaminándose por su borde. Hacia el norte se encuentra Princes Street (“Calle de los Príncipes”) y la New Town. Los jardines fueron hechos en 1816 en lo que había sido el pantano Nor' Loch.
Hacia el oeste del castillo se encuentra el distrito financiero, que alberga edificios bancarios y de aseguradoras. Probablemente el edificio más cautivante, con su gran edificio circular hecho en arenisca, es el Centro Internacional de Conferencias de Edimburgo, o Edinburgh International Conference Centre.
La ciudad vieja y la ciudad nueva de Edimburgo fueron declaradas Patrimonio de la Humanidad por la Unesco en el año 1995.

#### Old Town

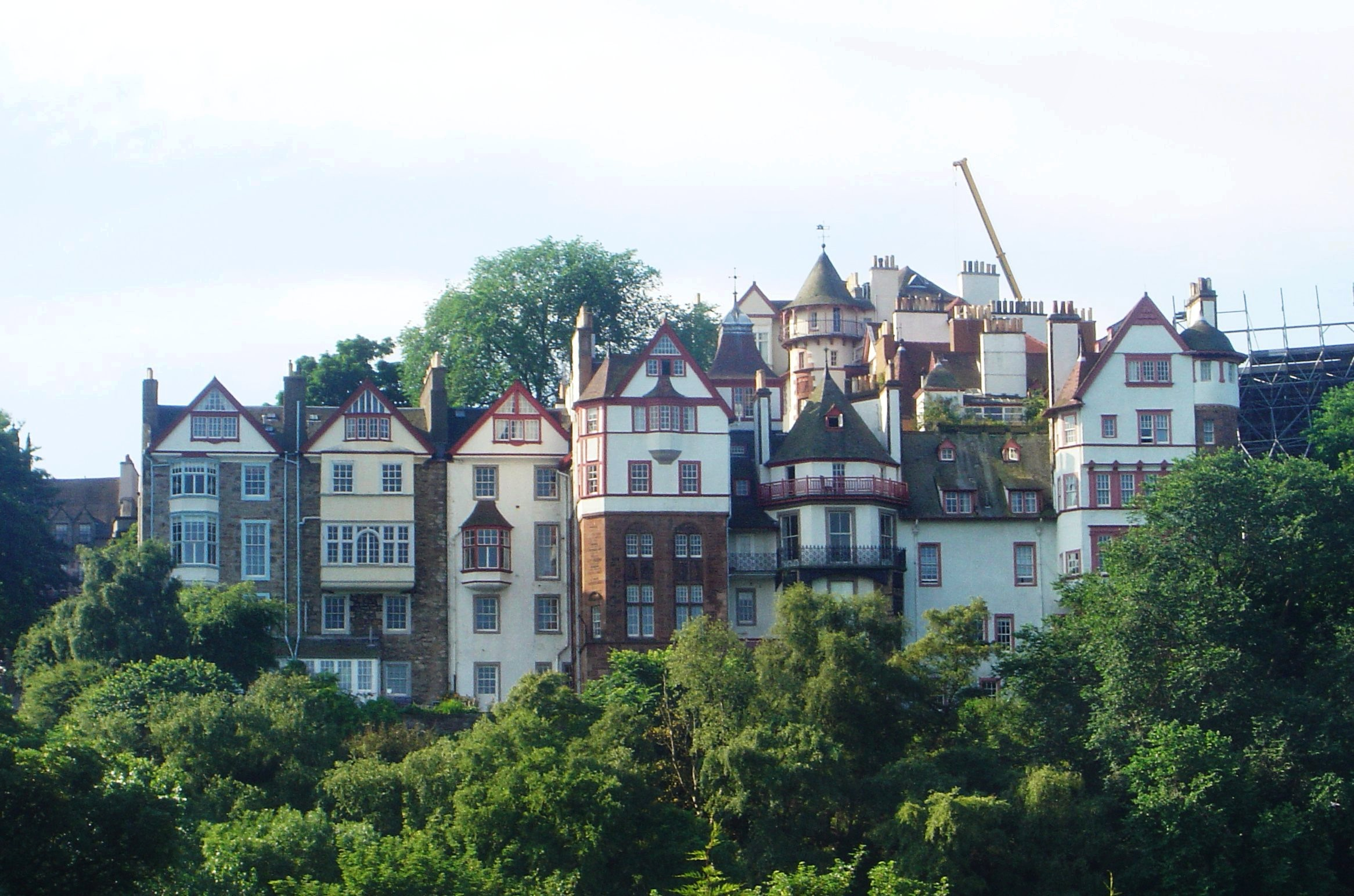
Vista de la Old Town desde Princes' Street.

Old Town ha preservado su estructura medieval y mucho de sus edificios de la Reforma Protestante. Un extremo está cerrado por el castillo y la arteria principal, pequeñas calles llamadas closes o wynds encaminan colina abajo a los dos lados de la calle principal en forma de encrucijadas. Se pueden encontrar plazas grandes que marcan lugares de importancia como la catedral de Saint Giles y las cortes. Otros notables sitios de interés son el Museo Real de Escocia, Surgeons' Hall, la Universidad de Edimburgo, y numerosas calles subterráneas, que son reliquias de antiguas clases de construcción. El plano urbano, típico de muchas ciudades del norte de Europa, es especialmente pintoresco en Edimburgo, donde el castillo sobresale desde la peña, los restos de un tapón volcánico, y donde la calle principal se desliza hacia abajo desde un lado de la peña.

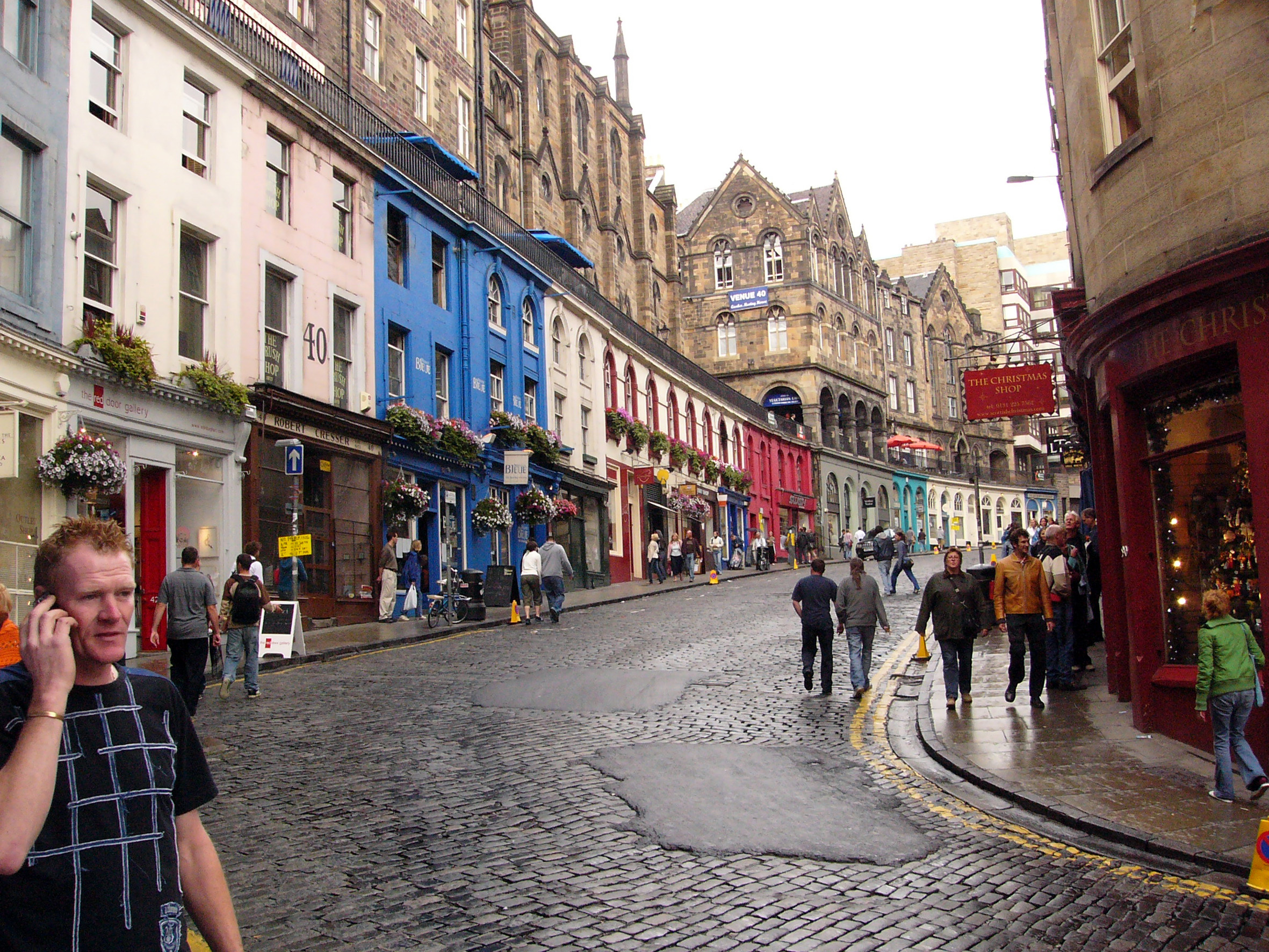
Calle Victoria en Old Town

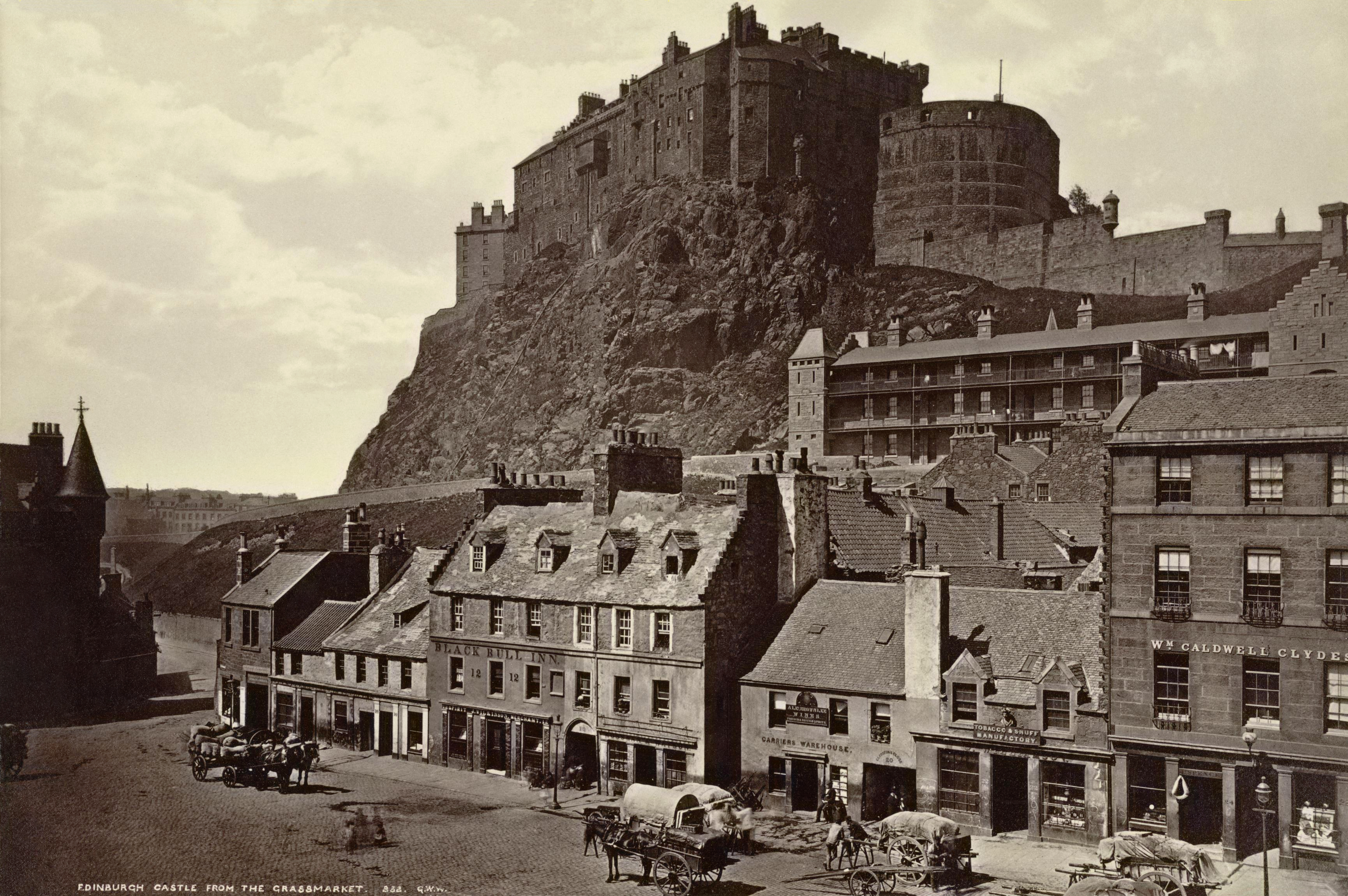
Castillo

Debido al espacio limitado que permitía la estrecha cola de la peña, Old Town se transformó en una de las primeras ciudades con apartamentos o edificios residenciales de alto relieve. Albergues de varios pisos se volvieron la norma desde el siglo XV hacia delante. Durante el siglo XIII la población de Old Town tenía aproximadamente 80 000 residentes. Sin embargo en tiempos modernos la población bajó significativamente hasta únicamente 4000 habitantes. Hoy en día viven aproximadamente 20 000 habitantes en Old Town. Como la población estuvo por un tiempo vacilante en construir fuera de la muralla defensiva, la necesidad de residencias y por lo tanto edificios creció y creció. Trágicamente, muchos de estos edificios fueron destruidos por el Gran Incendio de 1824; la reconstrucción de estas construcciones originales llevó a cambios del nivel de terreno, lo que creó varios pasajes y calles subterráneas bajo la Old Town.
El 7 de diciembre de 2002, otro gran incendio tuvo lugar en Old Town y destruyó parte de Cowgate. También destruyó el famoso club de comedia The Gilded Balloon, y bastante parte del Departamento de Informática de la Universidad de Edimburgo, incluyendo la completa biblioteca de inteligencia artificial.

#### New Town

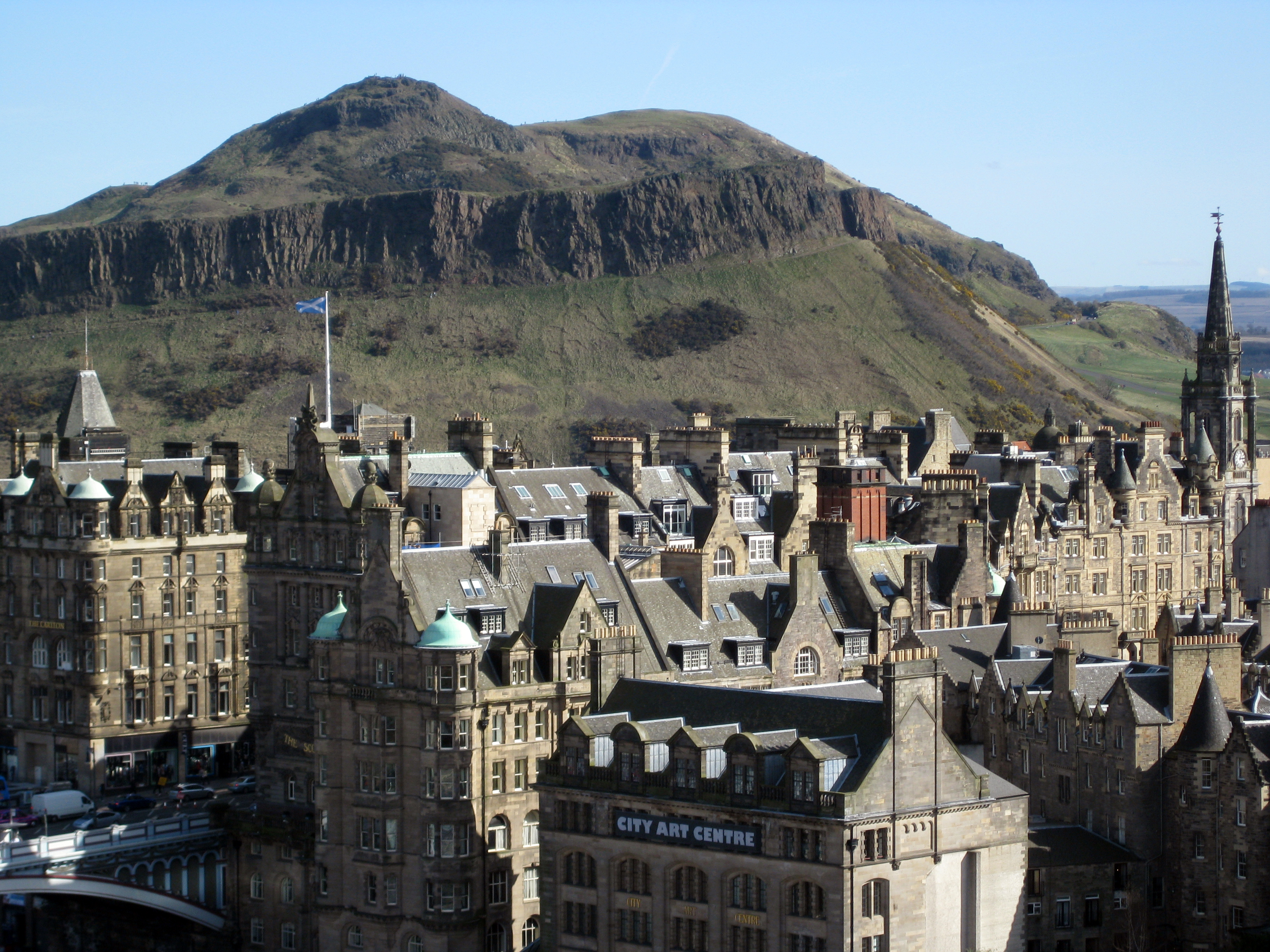
Vista de Arthur's Seat desde Edimburgo, uno de los lugares de más antigua habitabilidad de la zona.

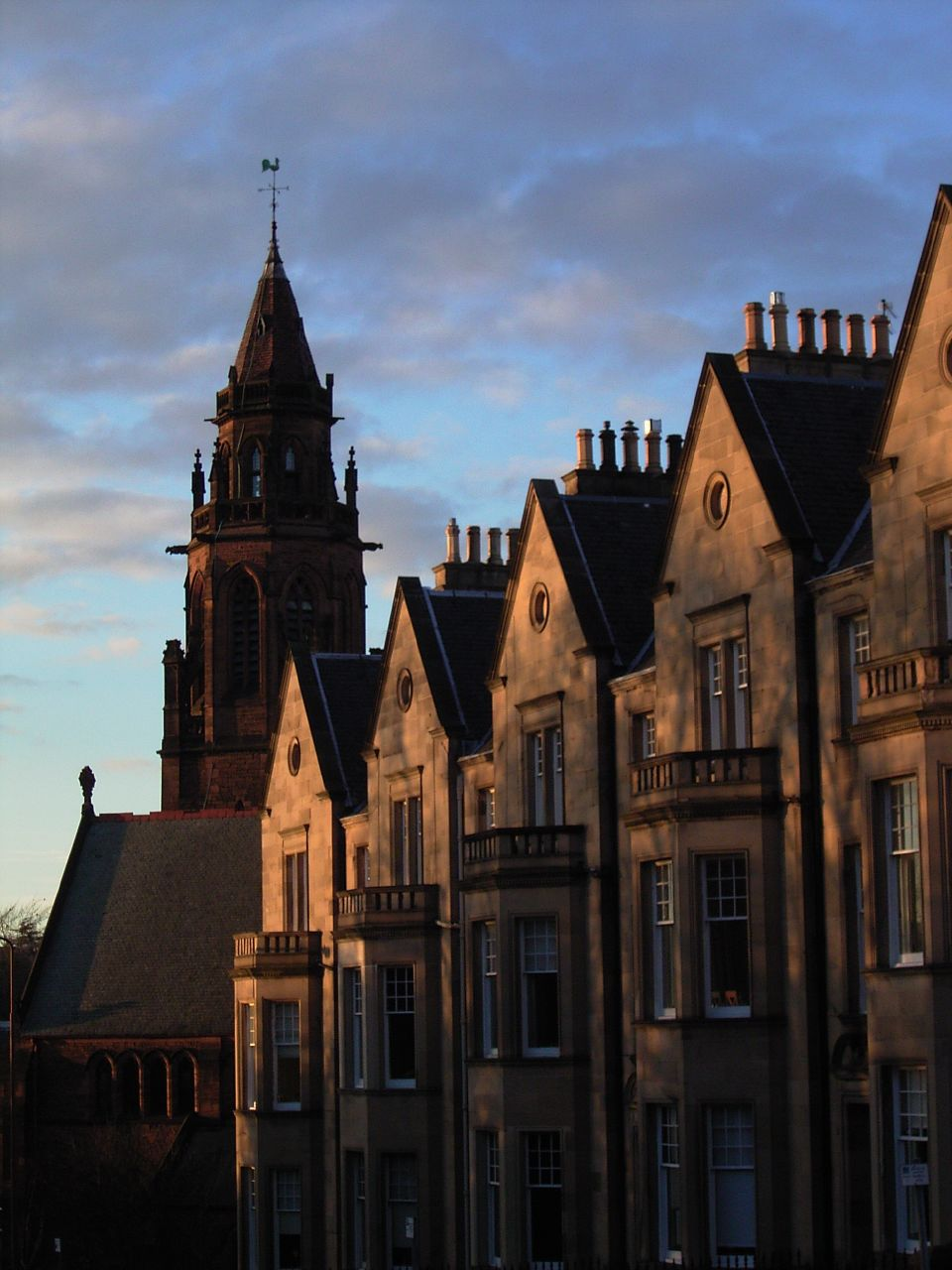
New Town.

New Town fue la solución para la sobrepoblación de Old Town en el siglo XVIII. La ciudad se había vuelto demasiado compacta, limitándose a la cola de la peña que les servía de defensa natural. En 1766 se convocó un concurso para el diseño de la New Town, el cual ganó James Craig, un arquitecto de 22 años. El plan creado fue un rígido plano ortogonal, que concordaba con las ideas de racionalismo de la era de Ilustración. La calle principal iba a ser George Street, la cual sigue la línea natural desde el norte de Old Town. A los dos lados de ésta, paralelas están las otras dos calles principales: Princes Street y Queen Street. Princes Street se ha convertido desde entonces en la principal calle para ir de compras en Edimburgo, pocas edificaciones georgianas sobrevivieron. Estas avenidas estaban conectadas por una serie de calles perpendiculares.
Ubicado en medio de Old Town y New Town estaba el lago Nor' Loch, el cual había sido la fuente de agua de la ciudad y el lugar de drenaje. Para 1816 Nor' Loch había sido desecado. Algunos planos muestran que se había pensado en hacer un canal, pero se crearon los Princes Street Gardens en su lugar. El exceso de tierra de la construcción de los edificios fue arrojado en el valle, creando lo que ahora se llama The Mound. A mediados del siglo XIX, la Galería Nacional de Escocia y la Real Academia Escocesa fueron construidas en The Mound, y se hicieron túneles atravesando The Mound hacia la estación de ferrocarril Waverley.

#### Leith

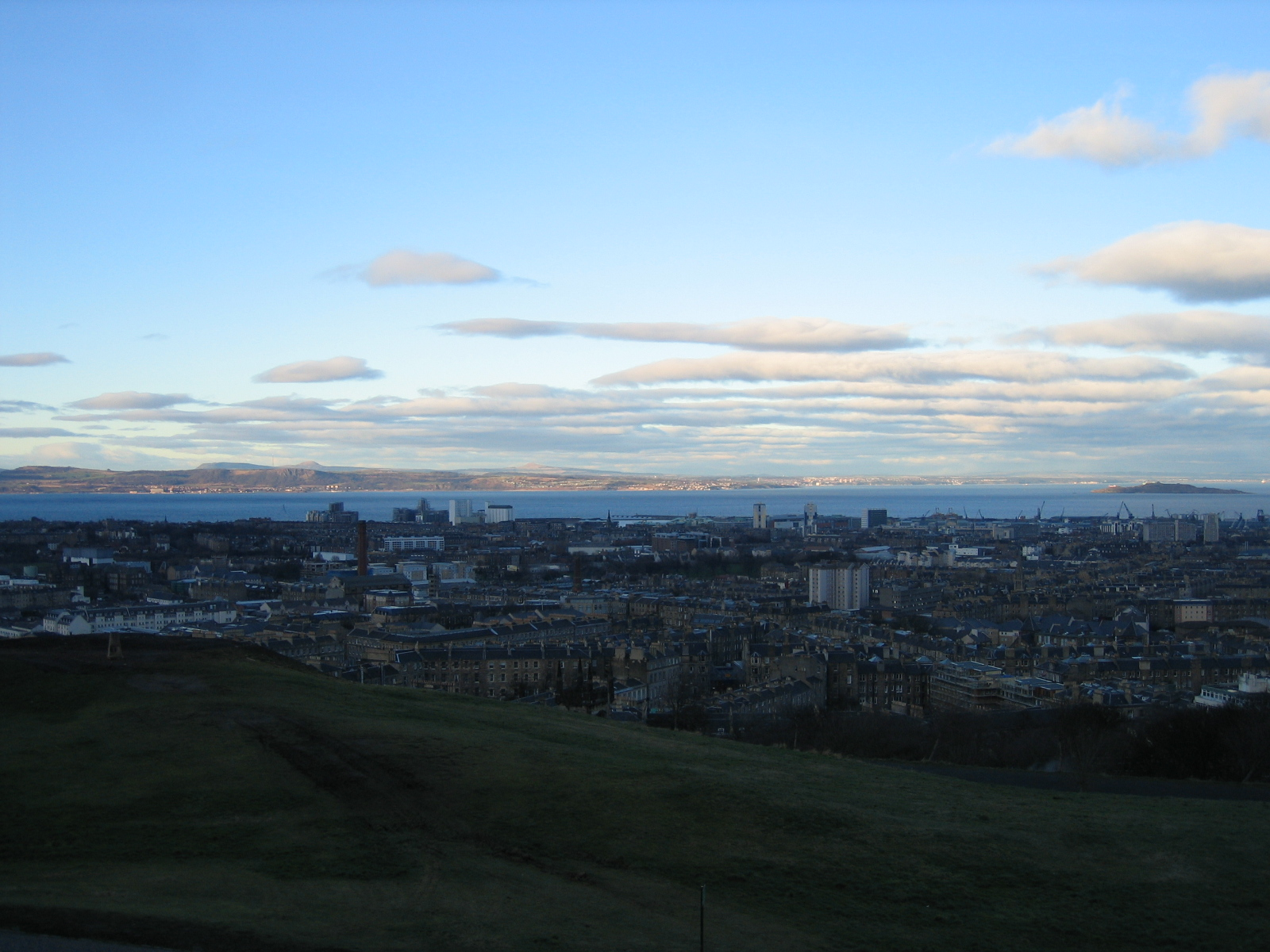
Vista de Leith y el Fiordo de Forth desde Arthur´s Seat.

Leith es el puerto de Edimburgo. Todavía retiene una identidad separada de Edimburgo, y fue un tema de gran resentimiento cuando en 1920 Leith fue incorporado a Edimburgo. Incluso hoy en día el representante en el parlamento se dice que representa a Edimburgo “y” Leith. Con el desarrollo de Leith, Edimburgo ha ganado el comercio de varias compañías de cruceros que ahora proveen rutas hacia Noruega, Suecia, Dinamarca, Alemania y Holanda. Leith también acoge al Yate Real Britannia, que se encuentra anclado tras un centro comercial. Leith, ha sido recientemente célebre por ser el lugar donde evolucionan los protagonistas de la película de culto Trainspotting.

### Localidades con población (2016)
- Edimburgo 488 050
- Kirkliston 4740
- Newbridge 1040
- Ratho 1950
- South Queensferry 9350[6]

### Clima
Los edimburgueses suelen decir que en Edimburgo se pueden ver las cuatro estaciones en un solo día. Como la mayoría de Escocia, Edimburgo tiene un clima marítimo moderado, el cual es benigno considerando su latitud norte. Los inviernos son suaves, aunque se encuentra en la misma latitud que Moscú, Labrador y Groenlandia, con temperaturas que raramente bajan de los 0 °C. Las temperaturas durante el verano son relativamente frescas, con un promedio de 15 °C. La proximidad con el mar mitiga cualquier variación considerable de la temperatura. Dada la posición de Edimburgo entre la costa y las montañas, es conocida como una ciudad de vientos, con vientos provenientes del suroeste cálidos e inestables asociados a la corriente del Golfo que da posibilidades de lluvia. Los vientos del este son usualmente más secos pero fríos. La ciudad está expuesta a frecuentes e intensas borrascas atlánticas, que originan en muchos casos fuertes vendavales entre octubre y marzo.
| Parámetros climáticos promedio de Edimburgo, Royal Botanic Gardens, 1981–2010 Extremas 1951– | Parámetros climáticos promedio de Edimburgo, Royal Botanic Gardens, 1981–2010 Extremas 1951– | Parámetros climáticos promedio de Edimburgo, Royal Botanic Gardens, 1981–2010 Extremas 1951– | Parámetros climáticos promedio de Edimburgo, Royal Botanic Gardens, 1981–2010 Extremas 1951– | Parámetros climáticos promedio de Edimburgo, Royal Botanic Gardens, 1981–2010 Extremas 1951– | Parámetros climáticos promedio de Edimburgo, Royal Botanic Gardens, 1981–2010 Extremas 1951– | Parámetros climáticos promedio de Edimburgo, Royal Botanic Gardens, 1981–2010 Extremas 1951– | Parámetros climáticos promedio de Edimburgo, Royal Botanic Gardens, 1981–2010 Extremas 1951– | Parámetros climáticos promedio de Edimburgo, Royal Botanic Gardens, 1981–2010 Extremas 1951– | Parámetros climáticos promedio de Edimburgo, Royal Botanic Gardens, 1981–2010 Extremas 1951– | Parámetros climáticos promedio de Edimburgo, Royal Botanic Gardens, 1981–2010 Extremas 1951– | Parámetros climáticos promedio de Edimburgo, Royal Botanic Gardens, 1981–2010 Extremas 1951– | Parámetros climáticos promedio de Edimburgo, Royal Botanic Gardens, 1981–2010 Extremas 1951– | Parámetros climáticos promedio de Edimburgo, Royal Botanic Gardens, 1981–2010 Extremas 1951– |
| Mes                                                                                          | Ene.                                                                                         | Feb.                                                                                         | Mar.                                                                                         | Abr.                                                                                         | May.                                                                                         | Jun.                                                                                         | Jul.                                                                                         | Ago.                                                                                         | Sep.                                                                                         | Oct.                                                                                         | Nov.                                                                                         | Dic.                                                                                         | Anual                                                                                        |
| -------------------------------------------------------------------------------------------- | -------------------------------------------------------------------------------------------- | -------------------------------------------------------------------------------------------- | -------------------------------------------------------------------------------------------- | -------------------------------------------------------------------------------------------- | -------------------------------------------------------------------------------------------- | -------------------------------------------------------------------------------------------- | -------------------------------------------------------------------------------------------- | -------------------------------------------------------------------------------------------- | -------------------------------------------------------------------------------------------- | -------------------------------------------------------------------------------------------- | -------------------------------------------------------------------------------------------- | -------------------------------------------------------------------------------------------- | -------------------------------------------------------------------------------------------- |
| Temp. máx. abs. (°C)                                                                         | 15.0                                                                                         | 15.2                                                                                         | 20.0                                                                                         | 22.8                                                                                         | 29.0                                                                                         | 27.8                                                                                         | 28.3                                                                                         | 31.4                                                                                         | 26.7                                                                                         | 24.4                                                                                         | 17.3                                                                                         | 15.4                                                                                         | 31.4                                                                                         |
| Temp. máx. media (°C)                                                                        | 7.0                                                                                          | 7.5                                                                                          | 9.5                                                                                          | 11.8                                                                                         | 14.7                                                                                         | 17.2                                                                                         | 19.1                                                                                         | 18.9                                                                                         | 16.5                                                                                         | 13.1                                                                                         | 9.6                                                                                          | 7.0                                                                                          | 12.7                                                                                         |
| Temp. mín. media (°C)                                                                        | 1.4                                                                                          | 1.5                                                                                          | 2.8                                                                                          | 4.3                                                                                          | 6.8                                                                                          | 9.7                                                                                          | 11.5                                                                                         | 11.4                                                                                         | 9.4                                                                                          | 6.5                                                                                          | 3.7                                                                                          | 1.3                                                                                          | 5.9                                                                                          |
| Temp. mín. abs. (°C)                                                                         | −15.5                                                                                        | −11.7                                                                                        | −11.1                                                                                        | −6.1                                                                                         | −2.4                                                                                         | 1.1                                                                                          | 4.4                                                                                          | 2.2                                                                                          | -1.1                                                                                         | -3.7                                                                                         | −8.3                                                                                         | −11.5                                                                                        | −15.5                                                                                        |
| Precipitación total (mm)                                                                     | 67.5                                                                                         | 47.0                                                                                         | 51.7                                                                                         | 40.5                                                                                         | 48.9                                                                                         | 61.3                                                                                         | 65.0                                                                                         | 60.2                                                                                         | 63.7                                                                                         | 75.6                                                                                         | 62.1                                                                                         | 60.8                                                                                         | 704.3                                                                                        |
| Días de lluvias (≥ 1 mm)                                                                     | 12.5                                                                                         | 9.4                                                                                          | 9.9                                                                                          | 8.8                                                                                          | 9.6                                                                                          | 9.6                                                                                          | 9.5                                                                                          | 9.7                                                                                          | 10.2                                                                                         | 12.4                                                                                         | 11.2                                                                                         | 11.4                                                                                         | 124.2                                                                                        |
| Horas de sol                                                                                 | 53.5                                                                                         | 78.5                                                                                         | 114.8                                                                                        | 144.6                                                                                        | 188.4                                                                                        | 165.9                                                                                        | 172.2                                                                                        | 161.5                                                                                        | 128.8                                                                                        | 101.2                                                                                        | 71.0                                                                                         | 46.2                                                                                         | 1426.6                                                                                       |
| Fuente: Met Office                                                                           |                                                                                              |                                                                                              |                                                                                              |                                                                                              |                                                                                              |                                                                                              |                                                                                              |                                                                                              |                                                                                              |                                                                                              |                                                                                              |                                                                                              |                                                                                              |

| Parámetros climáticos promedio de Edimburgo, Gogarbank, 61m asl, 1981–2010 | Parámetros climáticos promedio de Edimburgo, Gogarbank, 61m asl, 1981–2010 | Parámetros climáticos promedio de Edimburgo, Gogarbank, 61m asl, 1981–2010 | Parámetros climáticos promedio de Edimburgo, Gogarbank, 61m asl, 1981–2010 | Parámetros climáticos promedio de Edimburgo, Gogarbank, 61m asl, 1981–2010 | Parámetros climáticos promedio de Edimburgo, Gogarbank, 61m asl, 1981–2010 | Parámetros climáticos promedio de Edimburgo, Gogarbank, 61m asl, 1981–2010 | Parámetros climáticos promedio de Edimburgo, Gogarbank, 61m asl, 1981–2010 | Parámetros climáticos promedio de Edimburgo, Gogarbank, 61m asl, 1981–2010 | Parámetros climáticos promedio de Edimburgo, Gogarbank, 61m asl, 1981–2010 | Parámetros climáticos promedio de Edimburgo, Gogarbank, 61m asl, 1981–2010 | Parámetros climáticos promedio de Edimburgo, Gogarbank, 61m asl, 1981–2010 | Parámetros climáticos promedio de Edimburgo, Gogarbank, 61m asl, 1981–2010 | Parámetros climáticos promedio de Edimburgo, Gogarbank, 61m asl, 1981–2010 |
| Mes                                                                        | Ene.                                                                       | Feb.                                                                       | Mar.                                                                       | Abr.                                                                       | May.                                                                       | Jun.                                                                       | Jul.                                                                       | Ago.                                                                       | Sep.                                                                       | Oct.                                                                       | Nov.                                                                       | Dic.                                                                       | Anual                                                                      |
| -------------------------------------------------------------------------- | -------------------------------------------------------------------------- | -------------------------------------------------------------------------- | -------------------------------------------------------------------------- | -------------------------------------------------------------------------- | -------------------------------------------------------------------------- | -------------------------------------------------------------------------- | -------------------------------------------------------------------------- | -------------------------------------------------------------------------- | -------------------------------------------------------------------------- | -------------------------------------------------------------------------- | -------------------------------------------------------------------------- | -------------------------------------------------------------------------- | -------------------------------------------------------------------------- |
| Temp. máx. media (°C)                                                      | 10                                                                         | 11                                                                         | 13                                                                         | 15                                                                         | 17                                                                         | 19                                                                         | 21                                                                         | 20                                                                         | 18                                                                         | 15                                                                         | 13                                                                         | 11                                                                         | 15.3                                                                       |
| Temp. mín. media (°C)                                                      | 0                                                                          | 1                                                                          | 3                                                                          | 5                                                                          | 7                                                                          | 9                                                                          | 10                                                                         | 10                                                                         | 8                                                                          | 5                                                                          | 3                                                                          | 1                                                                          | 5.2                                                                        |
| Lluvias (mm)                                                               | 77                                                                         | 59                                                                         | 63                                                                         | 69                                                                         | 74                                                                         | 78                                                                         | 83                                                                         | 82                                                                         | 86                                                                         | 89                                                                         | 85                                                                         | 80                                                                         | 925                                                                        |
| Días de lluvias (≥ 1.0 mm)                                                 | 18                                                                         | 16                                                                         | 17                                                                         | 16                                                                         | 17                                                                         | 18                                                                         | 19                                                                         | 20                                                                         | 19                                                                         | 20                                                                         | 20                                                                         | 19                                                                         | 219                                                                        |
| Horas de sol                                                               | 64                                                                         | 63                                                                         | 89                                                                         | 124                                                                        | 144                                                                        | 164                                                                        | 181                                                                        | 172                                                                        | 150                                                                        | 124                                                                        | 90                                                                         | 76                                                                         | 1441                                                                       |
| Fuente: Met Office                                                         |                                                                            |                                                                            |                                                                            |                                                                            |                                                                            |                                                                            |                                                                            |                                                                            |                                                                            |                                                                            |                                                                            |                                                                            |                                                                            |

| Parámetros climáticos promedio de Edimburgo, Aeropuerto de Turnhouse, 37m asl, 1971–2000 | Parámetros climáticos promedio de Edimburgo, Aeropuerto de Turnhouse, 37m asl, 1971–2000 | Parámetros climáticos promedio de Edimburgo, Aeropuerto de Turnhouse, 37m asl, 1971–2000 | Parámetros climáticos promedio de Edimburgo, Aeropuerto de Turnhouse, 37m asl, 1971–2000 | Parámetros climáticos promedio de Edimburgo, Aeropuerto de Turnhouse, 37m asl, 1971–2000 | Parámetros climáticos promedio de Edimburgo, Aeropuerto de Turnhouse, 37m asl, 1971–2000 | Parámetros climáticos promedio de Edimburgo, Aeropuerto de Turnhouse, 37m asl, 1971–2000 | Parámetros climáticos promedio de Edimburgo, Aeropuerto de Turnhouse, 37m asl, 1971–2000 | Parámetros climáticos promedio de Edimburgo, Aeropuerto de Turnhouse, 37m asl, 1971–2000 | Parámetros climáticos promedio de Edimburgo, Aeropuerto de Turnhouse, 37m asl, 1971–2000 | Parámetros climáticos promedio de Edimburgo, Aeropuerto de Turnhouse, 37m asl, 1971–2000 | Parámetros climáticos promedio de Edimburgo, Aeropuerto de Turnhouse, 37m asl, 1971–2000 | Parámetros climáticos promedio de Edimburgo, Aeropuerto de Turnhouse, 37m asl, 1971–2000 | Parámetros climáticos promedio de Edimburgo, Aeropuerto de Turnhouse, 37m asl, 1971–2000 |
| Mes                                                                                      | Ene.                                                                                     | Feb.                                                                                     | Mar.                                                                                     | Abr.                                                                                     | May.                                                                                     | Jun.                                                                                     | Jul.                                                                                     | Ago.                                                                                     | Sep.                                                                                     | Oct.                                                                                     | Nov.                                                                                     | Dic.                                                                                     | Anual                                                                                    |
| ---------------------------------------------------------------------------------------- | ---------------------------------------------------------------------------------------- | ---------------------------------------------------------------------------------------- | ---------------------------------------------------------------------------------------- | ---------------------------------------------------------------------------------------- | ---------------------------------------------------------------------------------------- | ---------------------------------------------------------------------------------------- | ---------------------------------------------------------------------------------------- | ---------------------------------------------------------------------------------------- | ---------------------------------------------------------------------------------------- | ---------------------------------------------------------------------------------------- | ---------------------------------------------------------------------------------------- | ---------------------------------------------------------------------------------------- | ---------------------------------------------------------------------------------------- |
| Temp. máx. media (°C)                                                                    | 6.6                                                                                      | 7.1                                                                                      | 9.1                                                                                      | 11.3                                                                                     | 14.4                                                                                     | 17.3                                                                                     | 19.3                                                                                     | 19.1                                                                                     | 16.4                                                                                     | 13.0                                                                                     | 9.2                                                                                      | 7.2                                                                                      | 12.5                                                                                     |
| Temp. mín. media (°C)                                                                    | 0.5                                                                                      | 0.6                                                                                      | 1.1                                                                                      | 3.3                                                                                      | 5.8                                                                                      | 8.7                                                                                      | 10.6                                                                                     | 10.5                                                                                     | 8.5                                                                                      | 5.8                                                                                      | 2.5                                                                                      | 1.1                                                                                      | 5.0                                                                                      |
| Precipitación total (mm)                                                                 | 64                                                                                       | 45                                                                                       | 55                                                                                       | 40                                                                                       | 50                                                                                       | 55                                                                                       | 56                                                                                       | 55                                                                                       | 64                                                                                       | 70                                                                                       | 61                                                                                       | 68                                                                                       | 682.4                                                                                    |
| Horas de sol                                                                             | 48                                                                                       | 67                                                                                       | 99                                                                                       | 133                                                                                      | 179                                                                                      | 170                                                                                      | 170                                                                                      | 152                                                                                      | 119                                                                                      | 91                                                                                       | 65                                                                                       | 41                                                                                       | 1334                                                                                     |
| Fuente: MeteoFrance                                                                      |                                                                                          |                                                                                          |                                                                                          |                                                                                          |                                                                                          |                                                                                          |                                                                                          |                                                                                          |                                                                                          |                                                                                          |                                                                                          |                                                                                          |                                                                                          |

## Economía

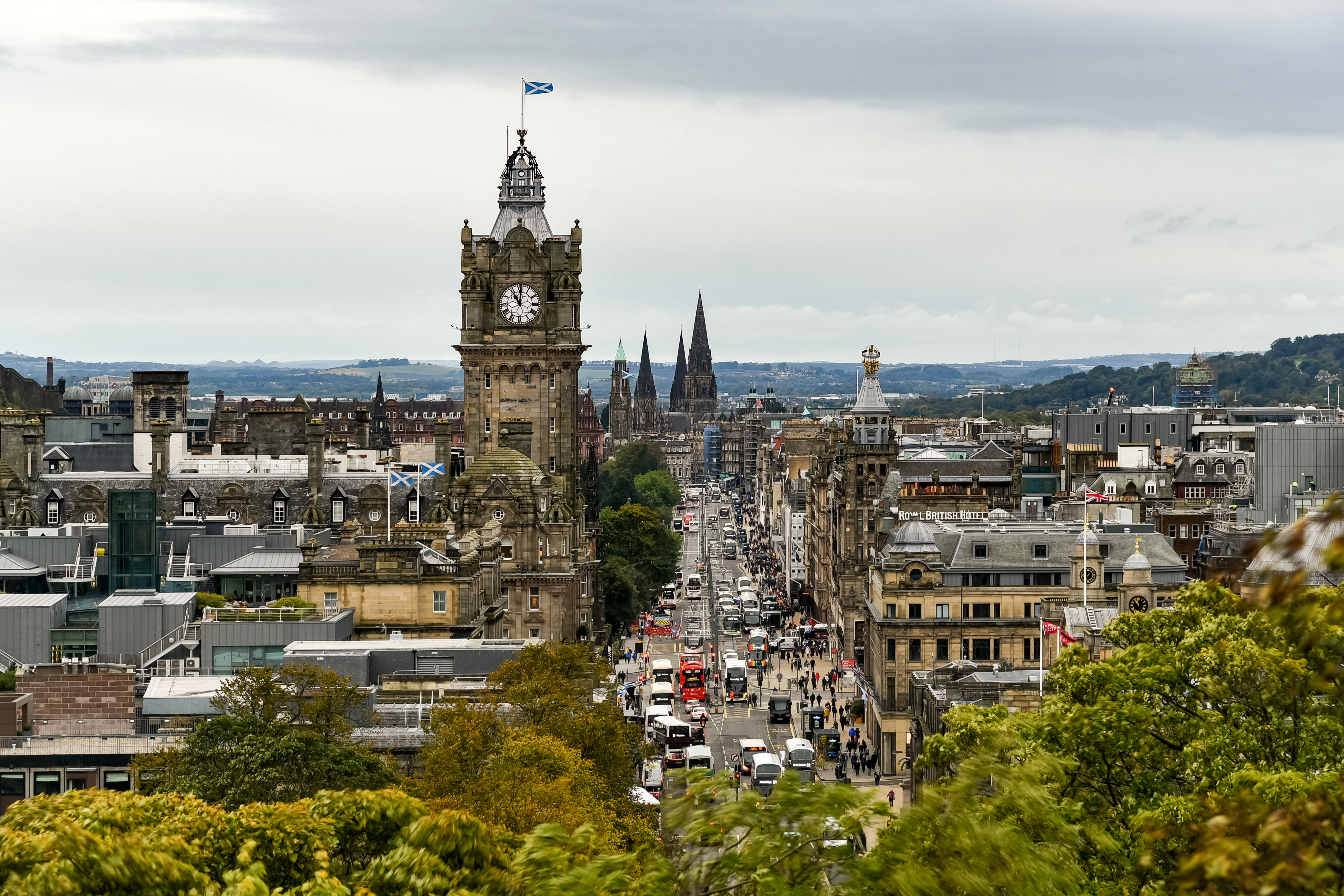
Vista de la ciudad

Edimburgo ha sido regularmente una de las partes más prósperas del Reino Unido. Ha estado en buena salud económica desde la llegada en 1999 del Parlamento escocés, el cual ha tenido un efecto sobre el empleo local, por estar la sede de gobierno en la ciudad y otras oficinas del gobierno. El nivel de desempleo es uno de los más bajos del país y el nivel de nuevos empleos es uno de los más altos. La población de Edimburgo también está creciendo significativamente, sobre todo debido a migración extranjera y particularmente del resto del Reino Unido.

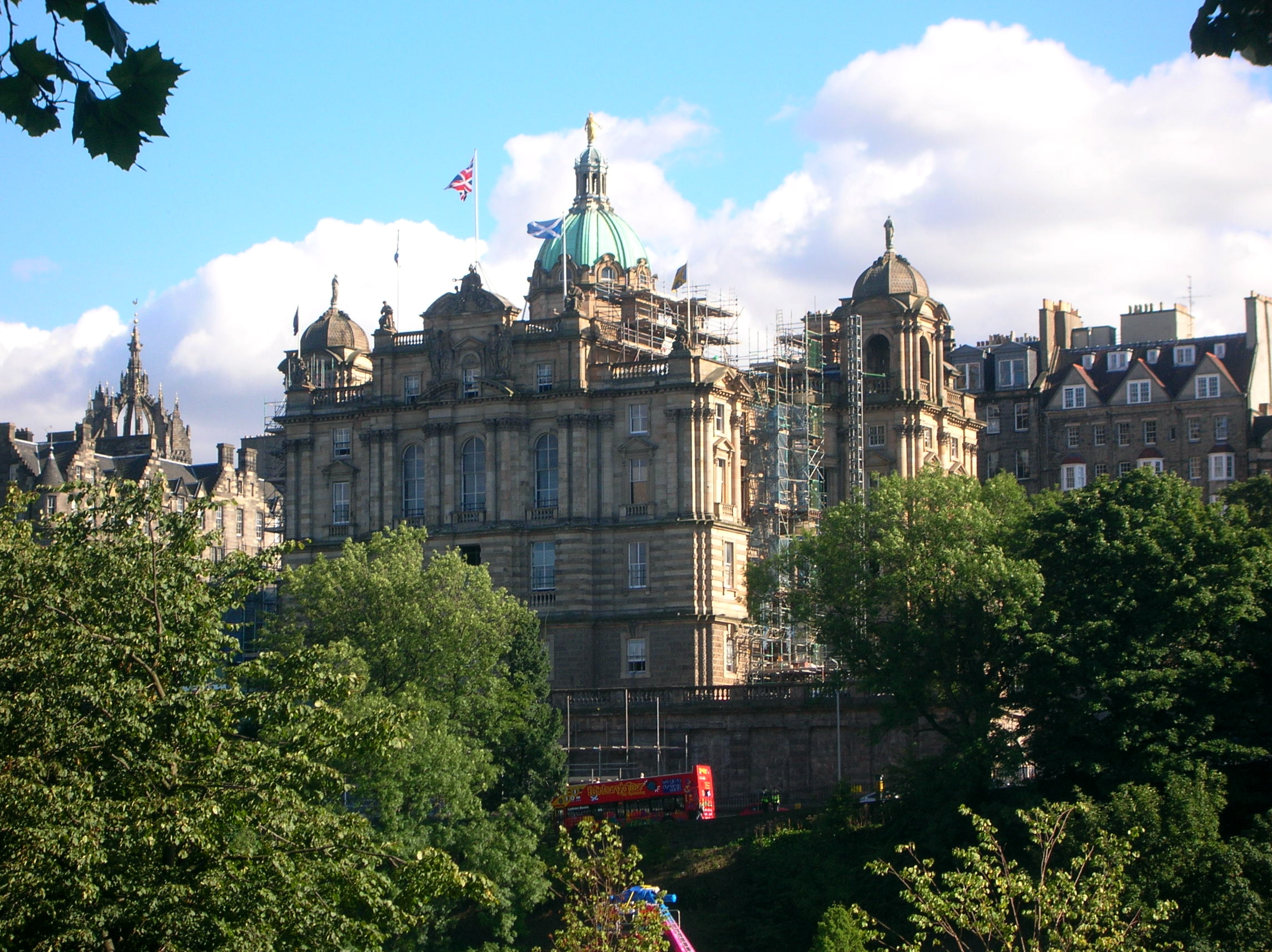
Centro de operaciones del Bank of Scotland.

La economía de Edimburgo está basada en gran parte en el sector servicios, siendo el turismo y los servicios financieros particularmente importantes, y educación e investigaciones de alta tecnologías. El Bank of Scotland fue fundado en 1695, en un acto del Parlamento escocés original. El Royal Bank of Scotland fue fundado en 1747 por Real Cédula y, aunque llegó a ser el quinto banco más grande del mundo por capitalización (en 2007), desde 2011 sufre un proceso de nacionalización que afecta a la mayoría de su estructura.
La ciudad nueva de Edimburgo y el centro de la ciudad han sido tradicionalmente sede de muchas compañías, pero las necesidades de hoy en día han causado que muchas se muden de la zona. Hacia el oeste del centro de la ciudad se encuentra el distrito de negocios, que ahora alberga a grandes compañías como Scottish Widows, Standard Life, el Banco Clydesdale y Baillie Gifford. Edinburgh Park es una zona de negocios ubicada al oeste de la ciudad cerca del aeropuerto de Edimburgo, y ahora tiene su propia estación de tren. HSBC, Royal Bank of Scotland y HBOS han establecido sus grandes centros de oficinas en esta zona. Después de la apertura del centro de operaciones del Royal Bank of Scotland, hay alrededor de 20.000 personas trabajando a las afueras occidentales de la ciudad.

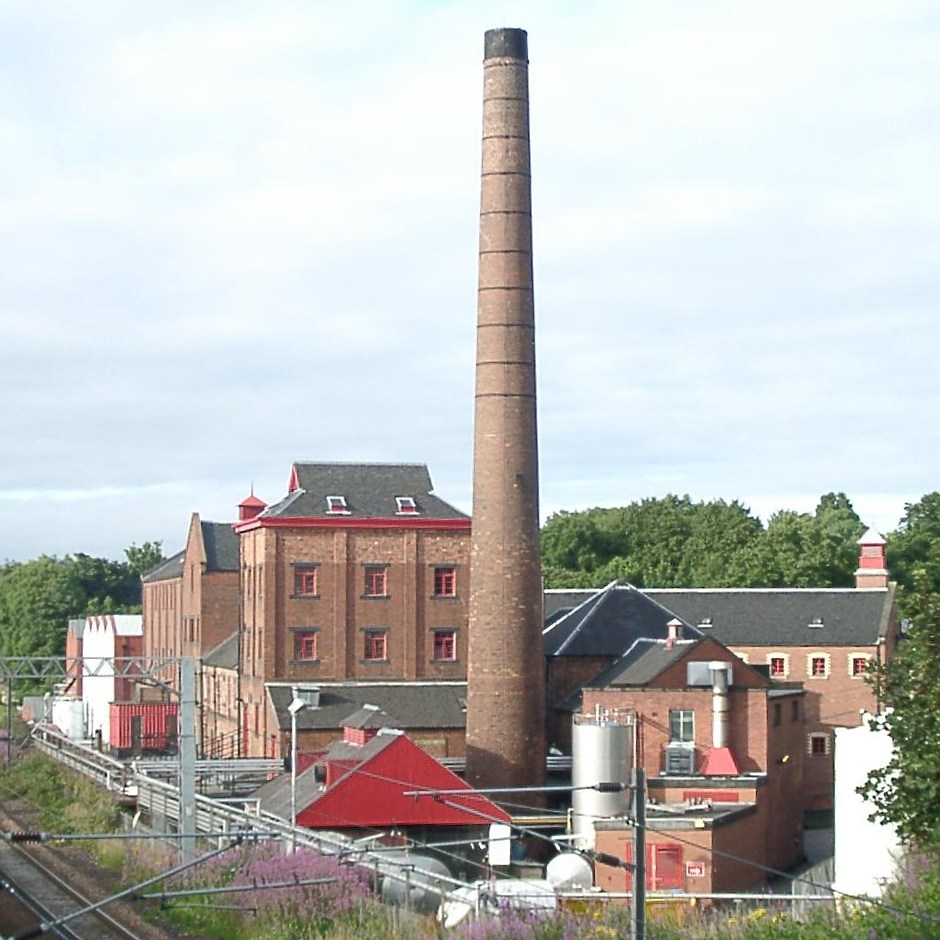
Cervecería Caledonian.

Hoy en día centros comerciales y boutiques son muy importantes para la economía. Los centros comerciales St James Centre y Princes Mall fueron creados en los años setenta; después abrió el Cameron Toll en los años ochenta. Otros más recientes son el Gyle cerca de Edinburgh Park, Ocean Terminal en Leith y la plazas comerciales de Hermiston Gait, Straiton y Fort Kinnaird.
La elaboración de bebidas alcohólicas es una industria tradicional, y aunque la cervecera Fountainbridge cerró sus puertas en 2005, dejó a la otra fábrica de cerveza, la Caledonian Brewery, como la más grande de la ciudad, y la famosa Scottish & Newcastle todavía mantiene su centro de operaciones en la ciudad.
El turismo es otra fuente económica importante para la ciudad. Edimburgo es la ciudad más popular entre los turistas que visitan Escocia, Glasgow es la segunda. El número de turistas se incrementa cada año, particularmente con aquellos que quieran ahorrar, gracias a la expansión del Aeropuerto de Edimburgo y las conexiones ferroviarias que conectan a la ciudad con el resto del país. El Festival de Edimburgo atrae a miles de turistas, como también lo hace la fiesta en la calle de Año Nuevo, Hogmanay. El Festival de Edimburgo en agosto, por sí solo, genera unos beneficios de £100 millones para la economía de Edimburgo. Otro gran elemento para la industria turística de Edimburgo son las conferencias o “turismo de negocios”, que supone una gran contribución para la economía. El 12 de marzo de 2004 se otorgó a la ciudad el estatus de Ciudad del Comercio Justo.

## Educación
Edimburgo alberga cuatro universidades que totalizan más de 100 000 estudiantes. Posee una de las universidades más prestigiosas de Europa y del mundo, la Universidad de Edimburgo, pionera en numerosas ramas de ciencias. La universidad de Edinburgo se encuentra en el lugar 22 de las mejores universidades del mundo de acuerdo al ranking QS.
Las otras universidades situadas en Edimburgo son la Universidad Heriot-Watt, Universidad Napier de Edimburgo y la Universidad Queen Margaret.

## Museos y bibliotecas
Edimburgo alberga gran cantidad de museos y bibliotecas, muchos de los cuales son instituciones nacionales. Entre ellos se incluyen la Biblioteca Nacional de Escocia, el Museo de Escocia, el Museo de Edimburgo, el Museo Real, la Galería Nacional de Escocia, con obras de Botticelli, Rafael, Tiziano, Velázquez, Watteau, Paul Gauguin. Otros museos importantes en la ciudad son la Real Academia Escocesa, la Galería Nacional Escocesa de Retratos, la Galería Nacional Escocesa de Arte Moderno, la Dean Gallery, el Museo Nacional de Guerra de Escocia, el Museo de la infancia y el Real Jardín Botánico. La mayoría de los museos de la ciudad son gratuitos.
En Edimburgo se encuentra también la Biblioteca Nacional de Escocia (National Library of Scotland) que es la biblioteca más importante de Escocia y una de las más grandes del Reino Unido.

## Gobierno y política
Edimburgo es la sede del gobierno nacional y local. La legislatura unicameral de Escocia, el Parlamento de Escocia, está ubicado en el área de Holyrood. Varios edificios de importancia del gobierno se encuentran dentro de la ciudad, el gobierno electo de Escocia, la rama ejecutiva del país, tiene oficinas en Calton Hill y en Leith. Bute House ubicada en Charlotte Square es la residencia oficial del ministro principal de Escocia. La ciudad de Edimburgo es administrada por tres niveles de gobierno, el ayuntamiento, el Parlamento escocés y el Parlamento del Reino Unido.

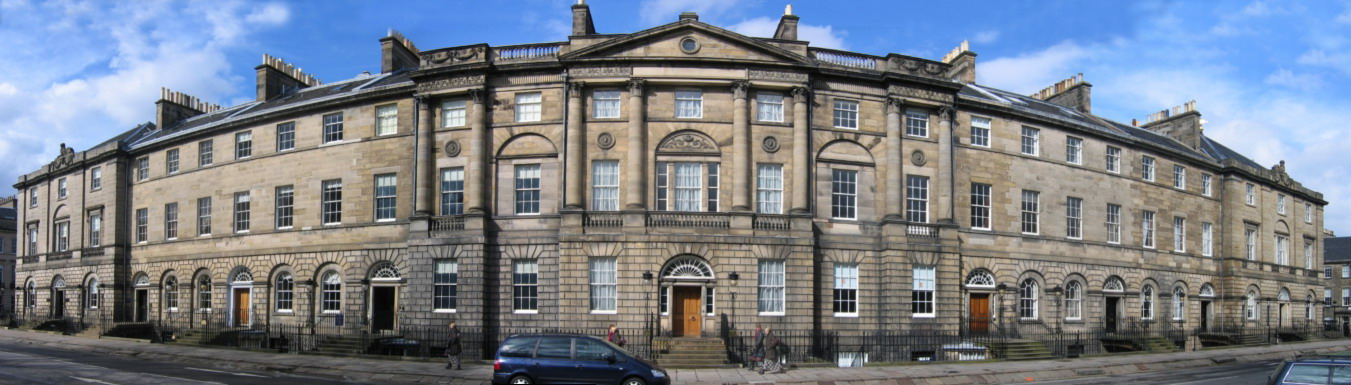
Bute House, residencia oficial del Ministro Principal de Escocia, ubicada en Charlotte Square.

### Gobierno local
En el nivel local Edimburgo constituye una de las 32 subdivisiones de Escocia, y como tal tiene un gobierno local, el cual está compuesto por dos ramas gubernamentales, la legislativa y la ejecutiva. La rama legislativa local está compuesta de 58 representantes electos, cada uno representando un distrito de la ciudad, y en la rama ejecutiva está el Lord Provost, o alcalde, pero a diferencia de otros provosts escoceses e ingleses, el Lord Provost también es ex officio el representante oficial de la Corona Inglesa. Elecciones para la gobernación local se convocan cada cuatro años, incluyendo la de Lord Provost, lo cual deja a los ciudadanos que escojan su propio representante ante la reina, algo que solo otras cuatro ciudades en el Reino Unido tienen el privilegio de hacer.

### Parlamento escocés

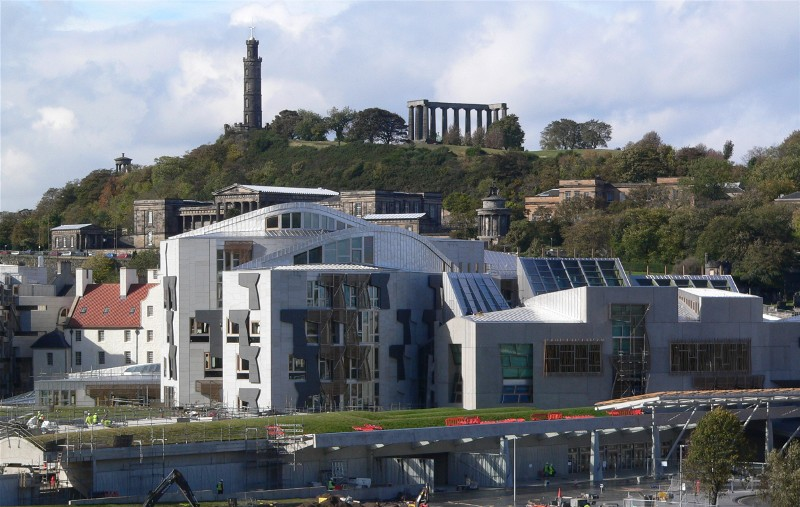
Edificio del Parlamento escocés.

Las elecciones para el Parlamento escocés se llevan a cabo bajo el sistema de representación proporcional, y por lo tanto Edimburgo tiene seis representantes en el Parlamento escocés, representando a los ayuntamientos electorales escoceses de, Edimburgo Norte y Leith, Edimburgo Central, Edimburgo Este y Musselburgh, Edimburgo Pentlands, Edimburgo Sur y Edimburgo Oeste. El Parlamento escocés además de elegir un representante por cada ayuntamiento del país, también elige representantes de cada "región" del país, y como Edimburgo forma la mayoría de la región de Lothians, Edimburgo es representado por siete miembros más en el Parlamento escocés.

### Parlamento británico
En la Casa de los Comunes, la ciudad está representada por los cinco ayuntamientos electorales británicos de Edimburgo Sur, Edimburgo Oeste, Edimburgo Suroeste, Edimburgo Norte y Leith, y Edimburgo Este, con miembros electos bajo el sistema de representación directa. El ayuntamiento de Edimburgo Central dejó de existir por reestructuración electoral en el 2005 y se dividió entre los otros ayuntamientos con excepción de Edimburgo Sur, y el ayuntamiento de Edimburgo Pentlands se adhirió en gran parte al de Edimburgo Suroeste.

## Edimburgueses famosos

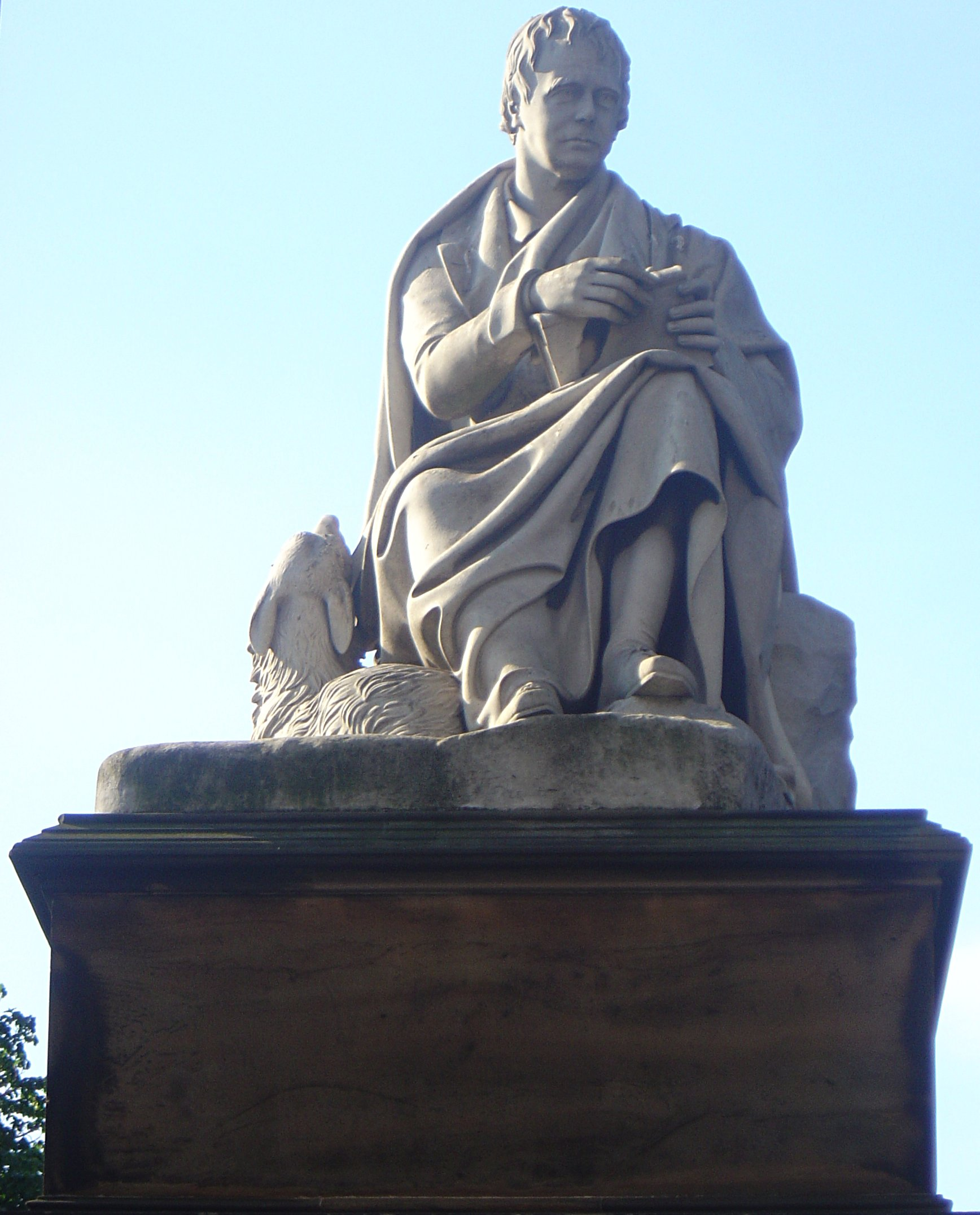
Escultura en el Monumento a Sir Walter Scott en Edimburgo.

## Deportes
| Equipo                            | Deporte            | Competición                  | Estadio                   | Creación |
| --------------------------------- | ------------------ | ---------------------------- | ------------------------- | -------- |
| Hibernian Football Club           | Fútbol             | Scottish Premiership         | Easter Road               | 1873     |
| Heart of Midlothian Football Club | Fútbol             | Scottish Premiership         | Tynecastle Park           | 1874     |
| Edinburgh City Football Club      | Fútbol             | Scottish League Two          | Meadowbank Stadium        | 1928     |
| Edinburgh Rugby                   | Rugby              | United Rugby Championship    | Edinburgh Rugby Stadium   | 1996     |
| Boroughmuir RFC                   | Rugby              | Scottish Premiership (rugby) | Meggetland Sports Complex | 1919     |
| Watsonians                        | Rugby              | Scottish Premiership (rugby) | Myreside Stadium          | 1875     |
| Murrayfield Racers                | Hockey sobre hielo | Scottish National League     | Murrayfield Ice Rink      | 2018     |

## Películas rodadas/ambientadas en Edimburgo
- Reign
- Trainspotting
- El código Da Vinci
- Burke & Hare
- Norte y Sur
- One Day
- Masuam
- Amanece en Edimburgo
- Filth
- Avengers: Infinity War
- Outlander

## Videojuegos ambientados en Edimburgo
- Forza Horizon 4

## Ciudades hermanas
Edimburgo tiene nueve ciudades hermanas:
- Aalborg (Dinamarca)
- Dunedin (Nueva Zelanda)
- Florencia (Italia)
- Kiev (Ucrania)
- Múnich (Alemania)
- Niza (Francia)
- San Diego (Estados Unidos)
- Vancouver (Canadá)
- Xi'an (China)
- Guadalajara (México)

Además, Edimburgo tiene una «asociación» con:
- Cracovia (Polonia)

La ciudad también tiene una «amistad» con:
- Prefectura de Kioto (Japón)

| Predecesor: Kingston | Ciudad de la Mancomunidad 1970 | Sucesor: Christchurch |
| Predecesor: Brisbane | Ciudad de la Mancomunidad 1986 | Sucesor: Auckland     |